# Evgeny Kissin
Evgeny Kissin (Moscou, 10 de outubro de 1971) é um pianista russo. É cidadão britânico desde 2002 e cidadão israelense desde 2013.

## Biografia
Seu primeiro contato com o teclado de um piano deu-se quando tinha dois anos de idade. Sua mãe ensinou-lhe as primeiras lições.Quando completou 6 anos,ingressou na Gnessin School of Music, em Moscou, onde foi aluno de Anna Pavlovna Kantor.
Sua primeira apresentação pública deu-se quando tinha 10 anos, quando foi o solista em uma performance de um concerto de Mozart. Aos 11 anos, apresentou seu primeiro recital solo. Em 1984, com apenas 12 anos, tocou os concertos 1 e 2 de Chopin, perante uma grande audiência, no Conservatório de Moscou.
Em 1988 apresenta-se no Festival de Salzburgo. No mesmo ano, a gravação de sua performance como solista do Concerto n.º 1 de Tchaikovsky, com a Orquestra Filarmônica de Berlim, sob a regência de Herbert von Karajan, é transmitida ao vivo pela televisão. Seu primeiro recital em Nova Iorque deu-se no Carnegie Hall, em 1990.
Em 1995 é nomeado "Instrumentista do Ano" pela revista Musical America. Em 1996, na Rússia, recebe o prêmio "Triunfo pela Excelência". Em 1997, torna-se o primeiro pianista a apresentar um recital solo

```
no BBC Proms (Promenade Concerts), em 
Londres
.
```

Sua vasta discografia inclui composições de Chopin, Rachmaninov, Robert Schumann, Franz Schubert, Brahms, Haydn, Mozart, Beethoven, Liszt, Scriabin, Tchaikovsky, Mussorgsky, Franck, Medtner, Prokofiev, Shostakovich e Stravinsky.